# 니시무라 재정
니시무라 재정(西村裁定)은 1980년 일본 자유민주당 총재 선거에서 스즈키 젠코가 당선된 사건을 말한다.

## 경위
해프닝 해산을 계기로 제36회 일본 중의원 의원 총선거와 제12회 일본 참의원 의원 통상선거를 동시에 치르기 위해 선거 유세가 한창이던 1980년 6월 12일 일본의 내각총리대신 오히라 마사요시가 갑자기 쓰러져 사망했다. 당대표의 부재 속에서 자유민주당은 예상 외의 압승을 거두었고 오히라의 후임 총재를 빨리 결정해야 했다. 자민당 내에서는 정치 공백의 회피와 정국의 안정을 급선무로 하여 협상을 통해 후임자를 선출하기로 합의가 이루어졌다.
후쿠다파와 미키파를 중심으로 한 비주류파는 오랫동안 다나카파를 비판해왔다. 하지만 양 파벌이 일본사회당 등 야당이 던진 내각불신임안 표결에 참여하지 않으면서 내각불신임안이 통과되자 다소 위축되어 있었다. 또한 오히라의 죽음이 역설적으로 자민당의 선거 압승이라는 결과로 이어졌기에 후임 총재는 오히라파에서 나와야 한다는 공감대가 암묵적으로 형성되었다. 이에 오히라파에 속하면서 다나카파와도 가까운 사이였던 스즈키가 후임 총재로 급부상했고 후쿠다파에 영향력을 가지고 있던 기시 노부스케 전 총리도 이를 지지하면서 스즈키가 후임 총재가 되는 흐름이 굳어졌다.
7월 15일 양원의원총회에서 니시무라 에이이치 부총재의 지명을 받아 스즈키가 총재로 선출되었다. 스즈키는 훗날 돈을 한 푼도 쓰지 않고 총재가 된 것은 내가 처음이 아닌가라고 말했다고 한다.